# Familia nuclear
La familia nuclear es la familia conviviente formada por los miembros de un solo núcleo familiar, el grupo formado por los padres y un hijo o más. Las definiciones más amplias consideran un núcleo familiar tanto a los grupos formados por una pareja, con hijos o sin hijos, como a los formados por un adulto con uno o varios hijos. Algunas definiciones más restrictivas la reducen a los casos en los que están presentes los pertenecer a dos núcleos familiares a la vez. Si los hijos forman parte de otro núcleo (si están casados o si tienen hijos) no forman parte del núcleo inicial, con independencia de que convivan o no.

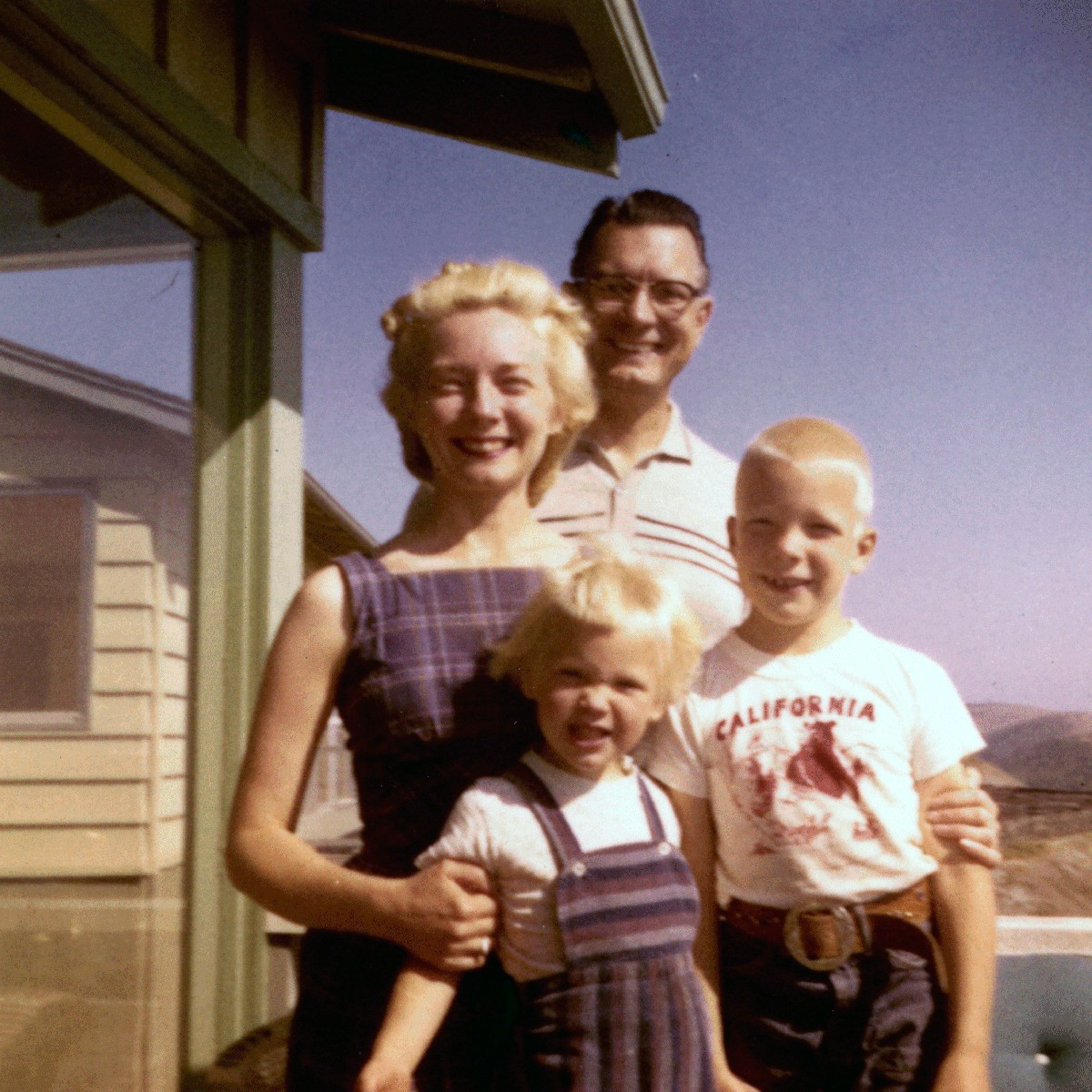
Grupo de dos padres y sus hijos.

De acuerdo con el Diccionario Cambridge, el término data de 1947, y por lo tanto es relativamente nuevo, aunque las estructuras sociales que designa no lo sean. El cambio de las estructuras familiares extensas a las nucleares en muchas sociedades no occidentales obedece en muchas ocasiones a la difusión de los valores y civilización occidentales.
Contrasta con una familia monoparental, una familia extensa más numerosa o una familia con más de dos progenitores. Las familias nucleares suelen centrarse en una pareja casada que puede tener cualquier número de hijos. Existen diferencias de definición entre los observadores. Algunas definiciones sólo admiten a los hijos biológicos que son hermanos de sangre pura y consideran a los adoptados o a los medio hermanos y hermanastros como parte de la familia inmediata, pero otras admiten a un padrastro o madrastra y cualquier mezcla de hijos dependientes, incluidos los hijastros y los hijos adoptados. Algunos sociólogos y antropólogos consideran que la estructura de familia extensa es la más común en la mayoría de las culturas y en la mayoría de las épocas, en lugar de la familia nuclear.
El término familia nuclear se popularizó en el siglo XX. Desde entonces, el número de familias nucleares norteamericanas está disminuyendo gradualmente, mientras que ha aumentado el número de formaciones familiares alternativas. 

## Etimología
El término familia nuclear apareció por primera vez a principios del siglo XX. Merriam-Webster data el término en 1924, mientras que el Oxford English Dictionary tiene una referencia al término de 1925; por tanto, es relativamente nuevo. La frase procede del uso general del sustantivo núcleo, originario a su vez del latín nux, que significa "nuez", es decir, el núcleo de algo.
En su uso más común, el término familia nuclear se refiere a un hogar formado por un padre, una madre y sus hijos, todos en una vivienda. George Murdock, un observador de familias, ofreció una descripción temprana: 

La familia es un grupo social caracterizado por la residencia común, la cooperación económica y la reproducción. Está formada por adultos de ambos sexos, al menos dos de los cuales mantienen una relación socialmente aprobada, y uno o más hijos, propios o adoptados, de los adultos que conviven sexualmente.<

Muchos individuos forman parte de dos familias nucleares en su vida: la familia de origen, en la que son descendientes, y la familia de procreación, en la que son progenitores.
Las definiciones alternativas han evolucionado para incluir unidades familiares con padres del mismo sexos, adopción, y quizás parientes adultos adicionales que asumen un papel parental cohabitante. 

## Historia
El ADN extraído de huesos y dientes descubiertos en un enterramiento de la Edad de Piedra de hace 4600 años en Alemania ha proporcionado las pruebas más antiguas del reconocimiento social de una familia formada por padre y madre con varios hijos.
Los historiadores Alan Macfarlane y Peter Laslett, entre otros investigadores europeos, afirman que las familias nucleares han sido un arreglo primario en Inglaterra desde el siglo XIII. Este arreglo primario era diferente de los arreglos normales en el sur de Europa, en partes de Asia y Oriente Medio, donde era común que los adultos jóvenes permanecieran en el hogar familiar o se casaran con él. En Inglaterra, los hogares multigeneracionales eran poco comunes[¿cuándo?] porque los adultos jóvenes ahorraban suficiente dinero para mudarse a su propio hogar una vez casados. Según la socióloga Brigitte Berger, "la joven familia nuclear tenía que ser flexible y móvil en su búsqueda de oportunidades y propiedades. Obligados a confiar en su propio ingenio, sus miembros también necesitaban planificar el futuro y desarrollar hábitos burgueses de trabajo y ahorro" Berger también menciona que esta podría ser una de las razones por las que la Revolución Industrial comenzó en Inglaterra y otros países del noroeste de Europa. Sin embargo, la historicidad de la familia nuclear en Inglaterra ha sido cuestionada por Cord Oestmann.
Las estructuras familiares de una pareja casada y sus hijos estaban presentes en Europa occidental y Nueva Inglaterra en el siglo XVII, influidas por los gobiernos eclesiásticos y teocráticos. Con la aparición de la protoindustrialización y el capitalismo temprano, la familia nuclear se convirtió en una unidad social económicamente viable. 

## Variaciones en el empleo del término
En su acepción más común, el término familia nuclear se refiere a un grupo doméstico conformado por un padre y una madre, padre y padre o madre y madre y sus hijos. George Murdock bien describía la familia en estos términos: 

La familia es un grupo social caracterizado por una residencia común, la cooperación económica y la reproducción. Contienen adultos de ambos sexos, los cuales mantienen una relación sexual socialmente aprobada. También incluye uno o más hijos, propios o adoptados, de los adultos que cohabitan sexualmente.

En algunas ocasiones, se emplea el término para describir los hogares monoparentales y aquellas familias en las cuales los padres no constituyen una pareja conyugal.

## Diferencias con la familia extensa

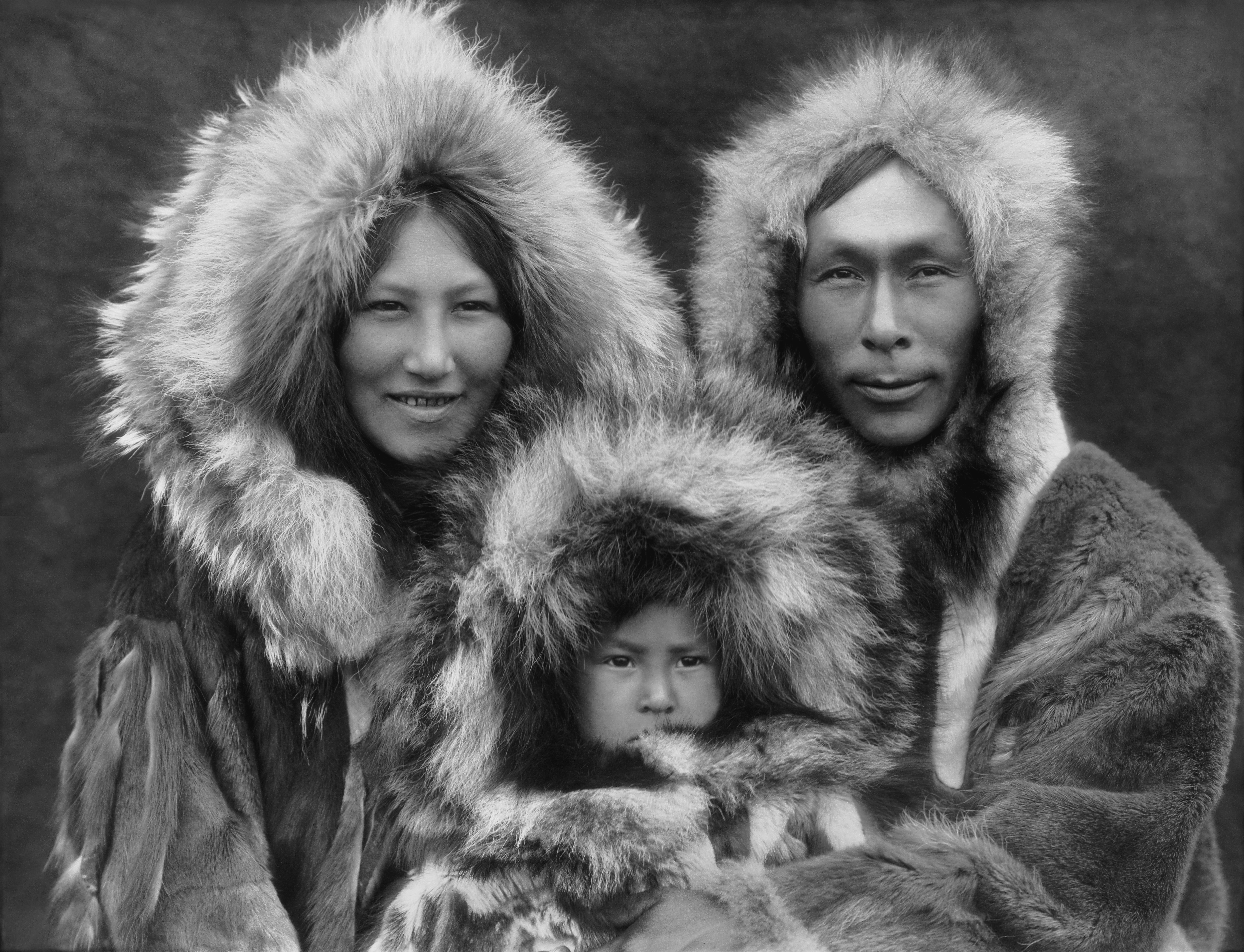
Foto familiar de una madre, un padre, y un hijo esquimales. Fotografiados en tornó a 1929 en Noatak, Alaska, por Edward Sheriff Curtis. La digitalización fue efectiva a partir del negativo de una película en blanco y negro

Alrededor del mundo, las normas sobre la estructura familiar son diferentes. Las representaciones acerca de lo que constituye una familia cambian de acuerdo con la cultura, la movilidad, la salud, la tradición. En muchas sociedades, la necesidad de ser apoyado socialmente es un hecho muy común, especialmente en aquellos sitios donde los costos económicos para la formación de un patrimonio son muy elevados. En esos contextos, la familia nuclear se vuelve un obstáculo más que una oportunidad, y por ello surgen formas familiares distintas, como aquella que en Occidente se llama familia extendida.

## Cambios en la formación de la familia nuclear
La antropología y la sociología estudian las familias y su conformación, intentando definir las diferencias entre los tipos de ellas. Sin embargo, mientras que la antropología históricamente ha sido más receptiva al análisis de todos los tipos de familia existentes, la sociología pocas veces contempla a la familia nuclear como una estructura. Bittman se pregunta por qué los sociólogos promueven la idea de familia nuclear cuando "muy pocas sociedades muestran un apego a ese tipo de familia". 
El ascenso de la familia nuclear es originada, según la hipótesis del mismo Bittman, por:
- El relativo aumento de la edad promedio al momento de casarse en las sociedades industrializadas.
- La caída en la tasa de fertilidad y el retraso de los primeros nacimientos en las nuevas parejas.
- El patrón histórico de la fertilidad inestable: va de un boom a una depresión, dependiendo de otros factores socioeconómicos y culturales.
- El envejecimiento de la población y la tendencia al incremento de la esperanza de vida.
- El aumento de la tasa de divorcios y de personas que no desean contraer matrimonio.

A pesar de ello, en países como Estados Unidos, la familia nuclear aparece como la estructura más extendida con respecto a otras alternativas. En ese país, las familias nucleares representan el 73 % de los hogares con niños, de acuerdo con el censo del año 2000.

## Divorcio
El divorcio ha dado lugar a nuevas formas de establecer relaciones parentales entre cónyuges, así como entre estos y sus hijos.
Desde finales del siglo XX, en las sociedades occidentales ha aumentado el número de familias monoparentales por esta causa. Estas familias tienen un mayor riesgo de pobreza, según la comparecencia de la consellera de Bienestar Social i Familia de la Generalidad de Cataluña en el Parlamento de Cataluña.
El divorcio representa un desafío para los defensores de la familia nuclear.  Whitehead (1996) describe estas familias posnucleares como estructuras "rotas en la medida en que el lazo marital ha sido roto"

## Familia "tradicional" estadounidense
Para el conservadurismo social en Estados Unidos y Canadá, la idea de que la familia nuclear es tradicional es un aspecto muy importante, donde la familia es vista como la unidad primaria de la sociedad. Estos movimientos se oponen a las formas de familia alternativas y a las instituciones sociales que, según ellos, socavan la autoridad de los padres. El número de familias nucleares está disminuyendo lentamente en EE. UU. a medida que un mayor número de mujeres cursan estudios superiores, desarrollan una vida profesional y retrasan la maternidad hasta una edad más avanzada. Los hijos y el matrimonio se han vuelto menos atractivos, ya que muchas mujeres siguen enfrentándose a la presión social, familiar y/o de sus compañeros para que abandonen su educación y su carrera profesional y se centren en la estabilización del hogar. [A medida que la diversidad en Estados Unidos sigue aumentando, se hace difícil que la familia nuclear tradicional siga siendo la norma. Los datos de 2014 también sugieren que las familias monoparentales y la probabilidad de que los niños vivan con una de ellas también están correlacionadas con la raza. El Centro de Investigación Pew ha descubierto que el 54% de los individuos afroamericanos serán padres solteros en comparación con el 19% de los individuos blancos. Varios factores explican las diferencias en la estructura familiar, incluyendo la clase económica y social. Las diferencias en el nivel educativo también modifican la cantidad de padres solteros. En 2014, las personas con menos de un nivel de estudios secundarios tienen un 46% más de probabilidades de ser padres solteros en comparación con el 12% que se han graduado en la universidad.
Los críticos del término "familia tradicional" señalan que en la mayoría de las culturas y en la mayoría de las épocas, el modelo de familia extendida ha sido el más común, no la familia nuclear, aunque ha tenido una tradición más larga en Inglaterra que en otras partes de Europa y Asia que aportaron grandes cantidades de inmigrantes a las Américas. La familia nuclear se convirtió en la forma más común en EE. UU. en las décadas de 1960 y 1970.
El concepto que define estrechamente a la familia nuclear como central para la estabilidad en la sociedad moderna, que ha sido promovido por los familistas que son conservadores sociales en los Estados Unidos, ha sido cuestionado por ser histórica y sociológicamente inadecuado para describir la complejidad de las relaciones familiares reales. En "Freudian Theories of Identification and Their Derivatives", Urie Bronfenbrenner afirma: "Se sabe muy poco sobre el grado de variación en el comportamiento de padres y madres hacia los hijos e hijas, y aún menos sobre los posibles efectos en ese trato diferencial". Se sabe poco sobre cómo funcionan los procesos de comportamiento e identificación de los padres y cómo interpretan los niños el aprendizaje de los roles sexuales. En su teoría, utiliza la "identificación" con el padre en el sentido de que el hijo seguirá el rol sexual proporcionado por su padre y luego para que el padre sea capaz de identificar la diferencia del progenitor de "sexo cruzado" para su hija.